# عبد المجيد مسكود
عبد المجيد مسكود (31 مارس 1953 -) مغني الشعبي الجزائري وُلد في الجزائر العاصمة. بدأ مسيرته في موسيقى الشعبي عام 1969 حيث بدأ بالكوميديا في فرقة محمد توري وانضم بعدها لفرقة المسرح الشعبي إلى جانب الفنان حسان الحساني (بوبقرة) قبل أن يشتهر بأغنيته «يا دزاير يا عاصمة» التي أداها في 1989. يُعرف عنه بكتابته للعديد من الأغاني الكوميدية على غرار «جا الماء نوض تعمر» التي أبدع في أدائها الفنان صالح أوقروت وكذا أغنية «جيق جيقا» التي قدمها كمال بوعكاز. تأثر كثيرا بمحمد الرشيد والحاج محمد العنقى ومحمد الباجي.